# 元孝友
元孝友（？—551年），河南郡洛阳县（今河南省洛阳市东）人，魏太武帝拓跋燾的玄孙，濟南康王元昌之子、臨淮文穆王元彧弟弟。
元孝友年少為人稱譽，後來因兄長元彧無子襲封臨淮王，任滄州刺史。在任期間他為政溫和，經常施行小惠；雖然不太廉潔，但卻不侵犯百姓。魏孝靜帝在華林設宴款待高澄，他喝醉後自己稱讚自己，又對孝靜帝說：「請陛下賜給臣子才能。」孝靜帝回應：「朕經常聽聞王自道清。」高澄又道：「臨淮王在奉旨舍罪。」於是三人大笑，不以元孝友大逆不道。
元孝友明於政理，曾上奏正視官員濫娶妾侍和葬儀奢華的情況，但他為人怯懦，又逢迎權貴，為正直人士譏諷。北齊天保元年（550年），元孝友依例降封临淮县公，拜光祿大夫。次年（551年），他被詔入晉陽宮，和元暉業一同遇害。

## 延伸阅读
[在维基数据编辑]
 《北齊書·卷28》，出自李百药《北齊書》